# Melastomastrum cornifolium
Melastomastrum cornifolium är en tvåhjärtbladig växtart som först beskrevs av George Bentham, och fick sitt nu gällande namn av Jacq.-fél.. Melastomastrum cornifolium ingår i släktet Melastomastrum och familjen Melastomataceae. Inga underarter finns listade i Catalogue of Life.